# Атарбий
Ата́рбий (лат. Atarbius) — римский политический деятель второй половины IV века.
Атарбий происходил из анатолийского города Анкира. В 362—363 годах он занимал должность презида (наместника) восточной провинции Евфратисия. Около 364 года Атабрий находился на посту наместника Македонии.
Около 359 года Атарбий отправлял письмо ритору Либанию, в котором писал, что имеет влияние при императорском дворе.